# أنيت روكي
أنيت روكي (بالهولندية: Annette Roque؛ بالإنجليزية: Annette Roque) هي عارضة هولندية وأمريكية، ولدت في 1966.